# Sagi Muki
Sagi Muki (en hebreo: שגיא מוקי‎; Netanya, 17 de mayo de 1992) es un deportista israelí que compite en judo.
Participó en dos Juegos Olímpicos de Verano, en los años 2016 y 2020, obteniendo una medalla de bronce en Tokio 2020, en la prueba de equipo mixto. En los Juegos Europeos de Bakú 2015 consiguió una medalla de oro en la categoría de –73 kg.
Ganó una medalla de oro en el Campeonato Mundial de Judo de 2019 y tres medallas en el Campeonato Europeo de Judo, entre los años 2015 y 2021.

## Palmarés internacional
| Juegos Olímpicos   | Juegos Olímpicos  | Juegos Olímpicos  | Juegos Olímpicos |
| Año                | Lugar             | Medalla           | Categoría        |
| ------------------ | ----------------- | ----------------- | ---------------- |
| 2020               | Tokio (Japón)     | Medalla de bronce | Equipo mixto     |
| Campeonato Mundial |                   |                   |                  |
| Año                | Lugar             | Medalla           | Categoría        |
| 2019               | Tokio (Japón)     | Medalla de oro    | –81 kg           |
| Juegos Europeos    |                   |                   |                  |
| Año                | Lugar             | Medalla           | Categoría        |
| 2015               | Bakú (Azerbaiyán) | Medalla de oro    | –73 kg           |
| Campeonato Europeo |                   |                   |                  |
| Año                | Lugar             | Medalla           | Categoría        |
| 2015               | Bakú (Azerbaiyán) | Medalla de oro    | –73 kg           |
| 2018               | Tel Aviv (Israel) | Medalla de oro    | –81 kg           |
| 2021               | Lisboa (Portugal) | Medalla de bronce | –81 kg           |